# 351
3XX (CCCLI) fue un año común comenzado en martes del calendario juliano, en vigor en aquella fecha.
En el Imperio romano, el año fue nombrado como el del consulado de Magnencio y Gaiso, o menos comúnmente, como el 1104 Ab urbe condita, adquiriendo su denominación como 351 a principios de la Edad Media, al establecerse el anno Domini.

## Acontecimientos
- El emperador Constancio II derrota a Magnencio en la batalla de Mursa Major. Constancio II queda como emperador romano único.[1]
- Constancio Galo es nombrado César de Oriente por Constancio II.